# Eugen Orgeldinger
Eugen Orgeldinger (* 22. April 1897 in Elberfeld; † 18. April 1955 in Mindelheim) war ein deutscher Politiker. Er war Gründungsmitglied der liberalen FDP/DVP.

## Leben
Im Ersten Weltkrieg war er Marineflieger. Ab 1919 studierte er an der Technischen Hochschule Stuttgart Maschinenbau, Elektrotechnik, BWL, Psychologie und Pädagogik. Er war dort in der katholischen Studentenverbindung A.V. Alania Stuttgart im CV engagiert.  1924 schloss er das Studium mit dem Titel Diplom-Ingenieur ab und 1926 erfolgte die Zweite Dienstprüfung für das höhere Lehramt. Seit 1924 war Eugen Orgeldinger zunächst als Gewerbeschulassessor in Göppingen, ab 1931 erfolgte seine Verwendung in Oberndorf am Neckar als Gewerbeschulrat und Schulleiter. 1940 wurde er von den Nationalsozialisten abgesetzt und war dann als Berufsschullehrer in Bad Cannstatt und Stuttgart tätig.
1945 promovierte Eugen Orgeldinger zum Dr.-Ing.
Nach dem Zweiten Weltkrieg wurde Eugen Orgeldinger 1945 von Kultusminister Theodor Heuss gebeten, für den Nachwuchs von Berufsschullehrern in Württemberg-Baden ein staatliches berufspädagogisches Institut zu errichten, das 1948 auch den Vollbetrieb aufnahm und Anschluss an die TH-Stuttgart fand.
Eugen Orgeldinger war seit 1924 mit Hedwig, geb. Bittlingmaier verheiratet und hatte zwei Söhne. Er verstarb 1955 bei einer Kur in Mindelheim an einem Herzinfarkt.

## Politik
Als Mitglied der Zentrumspartei seit 1930 wurde er 1931 zum 2. Vorsitzenden in Göppingen gewählt. 1945 war er Mitbegründer der DVP, Schriftführer und im Vorstand der DVP/FDP Württemberg – Baden. Von der amerikanischen Militärregierung wurde er in die Vorläufige Volksvertretung für Württemberg-Baden berufen, 1946 in die Verfassunggebende Landesversammlung Württemberg-Baden – Wahlkreis Stuttgart – gewählt. Aktiv war er im Finanzausschuss, Ältestenrat und im kulturpolitischen Ausschuss tätig. Im November 1946 wurde er als Abgeordneter in den Landtag von Württemberg-Baden gewählt, dem er bis 1950 angehörte. Weiterhin wurde er in den Hochschulbeirat der TH Stuttgart berufen.